# Телесериал
Телесериа́л (англ. Television series) — термин, используемый различными телеорганизациями для обозначения художественных телепередач с открытым (отсутствие «финальной точки») или частично завершённым сюжетом, а также для многосерийных телефильмов (состоящих обычно из большого числа серий, например по версии Американской телеакадемии — не менее чем из шести серий) или циклов многосерийных телефильмов.

## Особенности

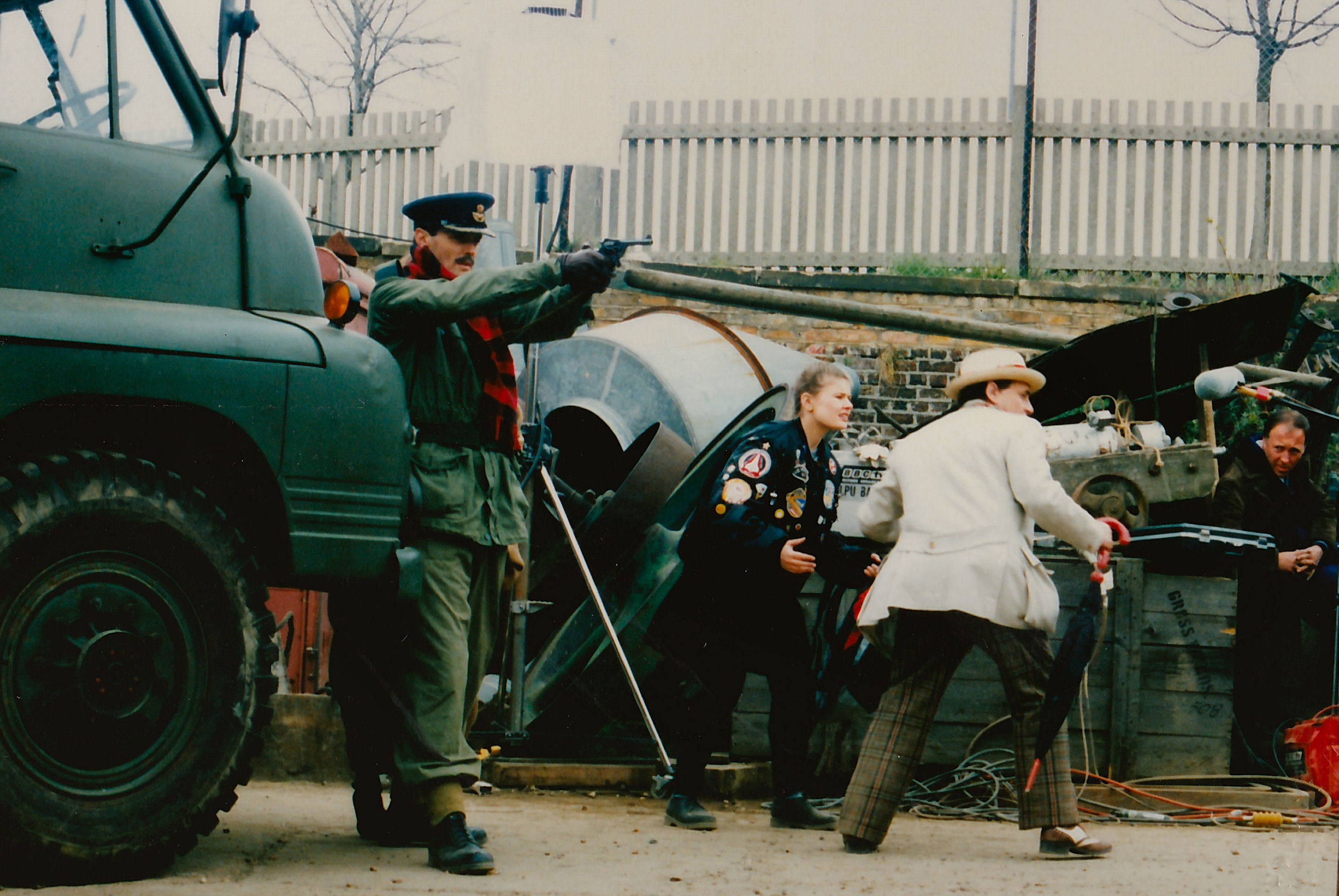
Съёмка серии «Поминовение далеков» британского телесериала «Доктор Кто»

Целью любого сериала является привлечь зрителя к экранам на длительный период и удерживать его интерес к продукту эпизод за эпизодом. Во многих последовательных сериалах используется классический элемент мыльных опер — рекап в начале и клиффхэнгер в финале эпизода. Считается, что такая формула наиболее востребована зрителем и позволяет без каких-либо неудобств следить за сюжетом неделю за неделей.
- Сюжетная арка (от англ. story arc) — последовательность эпизодов, связанных общей сюжетной линией. Приём сюжетных арок лежит в основе большинства сериалов. Такие сериалы называют последовательными.
- Сезоны
- Рекап
- Клиффхэнгер
- в ситкомах: Закадровый смех

### Особенности монтажа
При монтаже сериалов и телефильмов учитываются рекламные блоки в эфирной сетке каналов — на интригующем моменте делается пауза, и после предполагаемой рекламы следует продолжение с небольшим «откатом» сюжета.

## Разновидности

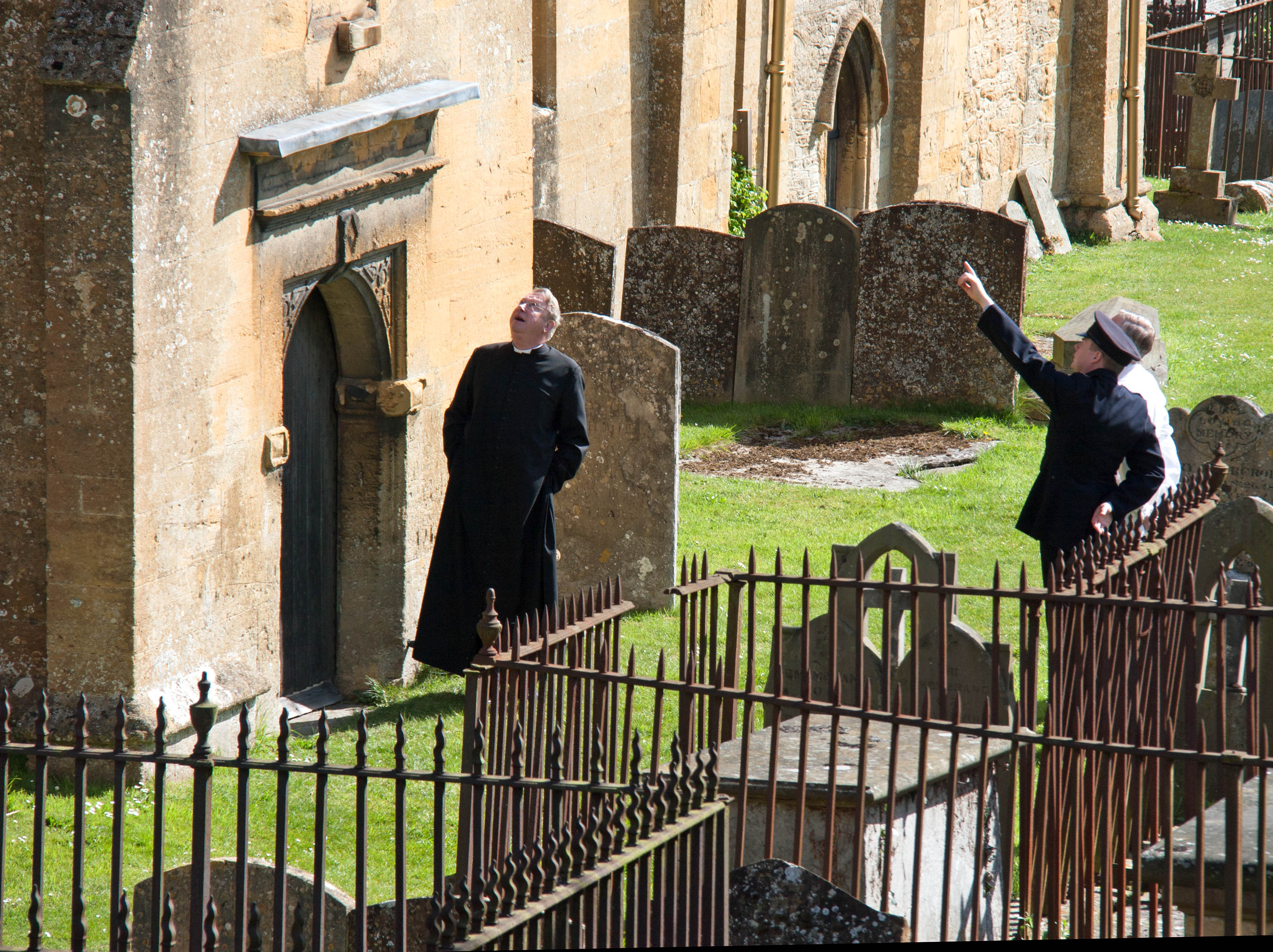
Съёмка британского телесериала «Отец Браун»

### По жанрам
- Мелодраматический сериал («мыльная опера», теленовелла, дорама)
- Комедийный сериал (наиболее популярной разновидностью является «ситком» — ситуационная комедия)
- Детективный сериал
- Военный сериал
- Историческая драма
- Биографический сериал
- Политический сериал
- Фантастический сериал (фэнтази, научная фантастика)
- Мистический сериал (в основном мистические триллеры, ужасы, драмы)

### По структуре
- Многосерийные телефильмы (термин использовался в Германии, а также использовался в России до 1993 года, в Великобритании обозначаются термином serial) — обладают завершённым сюжетом[1] с сильной связью между сериями[6]. При этом издания крупнейших телеорганизаций «многосерийными телефильмами» могли обозначать не только собственно многосерийные телефильмы[7][8], но и «мыльные оперы»[9]
  - Мини-сериалы[10] (напр. «Вызываем огонь на себя», «Майор Вихрь», «Операция „Трест“», «Адъютант его превосходительства»[11]) — обладают завершённым сюжетом с сильной связью между сериями и малым количеством серий. Наибольшим распространением пользовались в Европе до 1980—1990-х годов.
  - Теленовеллы (например, «Богатые тоже плачут», «Просто Мария», «Дикая Роза») — обладают завершённым сюжетом[12] с сильной связью между сериями, но большим, чем в мини-сериалах количеством серий. Наибольшим распространением пользуются в странах Латинской Америки.
  - Дорамы — обладают завершённым сюжетом (как правило каждая дорама образует один сезон, иногда снимается второй сезон или отдельный телефильм, представляющий собой спин-офф о жизни главных героев[13]) с сильной связью между сериями, количество серий может быть либо такое же, как в мини-сериале, либо большим, чем в мини-сериале, но меньшим, чем в теленовелле. Распространены в Японии и Южной Корее.
- Циклы многосерийных телефильмов (например, «Приключения Шерлока Холмса и доктора Ватсона», «Следствие ведут знатоки») — состоят из телефильмов с завершённым сюжетом, слабой связью между отдельными телефильмами, сильной связью между сериями в каждом из телефильмов, малым количеством серий в каждом из телефильмов, но неограниченным количеством телефильмов в рамках цикла.
- Мыльные оперы (например, «Санта-Барбара») — обладают открытым сюжетом[12] с сильной связью между сериями[14] и неограниченным количеством серий. Наибольшим распространение пользуются в США. С середины 1980-х годов некоторые страны Европы в подражании мыльным операм США стали снимать собственные мыльные оперы.
- Эпизодные телесериалы (термин распространён преимущественно в Германии — Episodenserie) или собственно телесериалы (television series). Возникли в США, с середины 1980-х годов получили широкое распространение в странах Европы. Их разделяют на горизонтальные телесериалы (протяжённый во времени и (или) пространстве сюжет) и вертикальные телесериалы (совокупность отдельных историй с общим героем)[15].
  - Горизонтальные телесериалы[10][16] (например, «Викинги», «Игра престолов») — каждый сезон обладает частично завершённым сюжетом, связь между отдельными сериями сильная, связь между сезонами слабее, чем в многосерийных телефильмах, но сильнее, чем в циклах телефильмов, количество серий в каждом сезоне либо равно количеству серий в мини-сериале, либо большее, чем в мини-сериале, но меньшее, чем в многосерийном телефильме, количество сезонов — неограниченное.
  - Вертикальные телесериалы[10][16]:
    - Процедурные драмы (например, «Улицы разбитых фонарей», «Убойная сила») — каждая серия обладает завершённым сюжетом, связь между отдельными сериями слабая[17] (англ. case-of-the-week[17][18]), сюжетная линия сезонов частично завершённая, количество серий в сезоне большее, чем в мини-сериале, но меньшее, чем в сезоне мыльной оперы.
    - Ситуационные комедии (например, «Моя прекрасная няня», «Саша+Маша») — также, как и у процедурных драм, каждая серия обладает завершённым сюжетом со слабой связью с другими сериями, но сюжет носит не драматический, а комедийный характер.
    - Телесериалы-антологии — каждая серия обладает завершённым сюжетом со слабой связью с другими сериями и собственными персонажами.

## История
Предшественниками телесериалов были киносериалы, появившиеся практически сразу с появлением кино. До тех пор пока было технически невозможно получать рулоны киноплёнки достаточной длины, зрителям можно было предложить либо большую историю, разбитую на части, либо отдельные истории с общим героем (группой героев). Например, французский режиссёр Анри Пукталь в 1918 году снял 18-серийный фильм «Граф Монте-Кристо».
С развитием радиовещания в 1930-е годы в США появились радионовеллы — короткие мелодрамы, которые читались в эфире, а развязка откладывалась до следующего раза.
Переход от радионовелл к телесериалам происходил в связи с распространением телевидения в период между 1949 и 1957 годами. Первый телевизионный сериал назывался «Фарэуэй-Хилл» (Faraway Hill). Его показывали очень недолго, с октября по декабрь 1946 года, каждый эпизод разыгрывался в прямом эфире (и потому от него ничего не сохранилось — видеозапись появилась позже).
С 1988 по 2006 годы советским и российским телезрителям были знакомы сериалы бразильского производства.

## Самые длинные телесериалы
- «Направляющий свет» (1952—2009)
- «Санта-Барбара» (1984—1993)
- «Доктор кто», самый длинный научно-фантастический сериал (1963 — настоящее время)
- «След» (2007 год — настоящее время)
- «Симпсоны», самый длинный мультипликационный сериал (1989 год — настоящее время)

## Влияние и критика
Популярность сериалов обусловлена облегчённостью режиссёрского решения, не требующего вдумчивого, непрерывного смотрения, возможностью начать с любой серии, не рискуя потерять сюжетную нить. Зрители всегда могут рассчитывать на продолжение сериала. Сложилась устойчивая практика постоянно продолжать съёмки сериала, что позволяет корректировать сюжетную линию в связи со зрительскими запросами, чтобы удержать внимание аудитории и не разочаровать преданных поклонников фильма.
Одно из проведённых научных исследований утверждает, что просмотр высококачественных телесериалов  повышает эмоциональный интеллект.

### Мнения деятелей культуры
Режиссёр Р. В. Фассбиндер, размышляя об увлечении людей развлекательными телепередачами и, в частности, телесериалами из семейной жизни, писал:
«И вот действующая в таком сериале семья начинает регулярно появляться у них дома, так что вскоре они уже хорошо разбираются в перипетиях её жизни. С этого момента можно политизировать содержание телесериала и продолжать это занятие до тех пор, пока уже зрители сами не станут прибегать в своём восприятии жизни к примитивным, узколобым суждениям персонажей».
Режиссёр Дмитрий Светозаров, автор «Улиц разбитых фонарей», так отвечал на вопрос о разнице между советскими сериалами и нынешними российскими:
В условиях современного телевидения, когда спрос очевидно превышает предложение, режиссёром может стать всякий, кто не доказал обратного. Остаётся лишь смущённо ностальгировать по временам, когда ненавистные в ту пору худсоветы не пускали в профессию пошляков и неучей.
Кинорежиссёр Алексей Герман:
Ни про один сериал я не могу сказать, что я его посмотрел. Я их не смотрю. Я не могу. Мне кажется, это как-то неловко.